# Stuart Donaldson (Politiker, 1812)

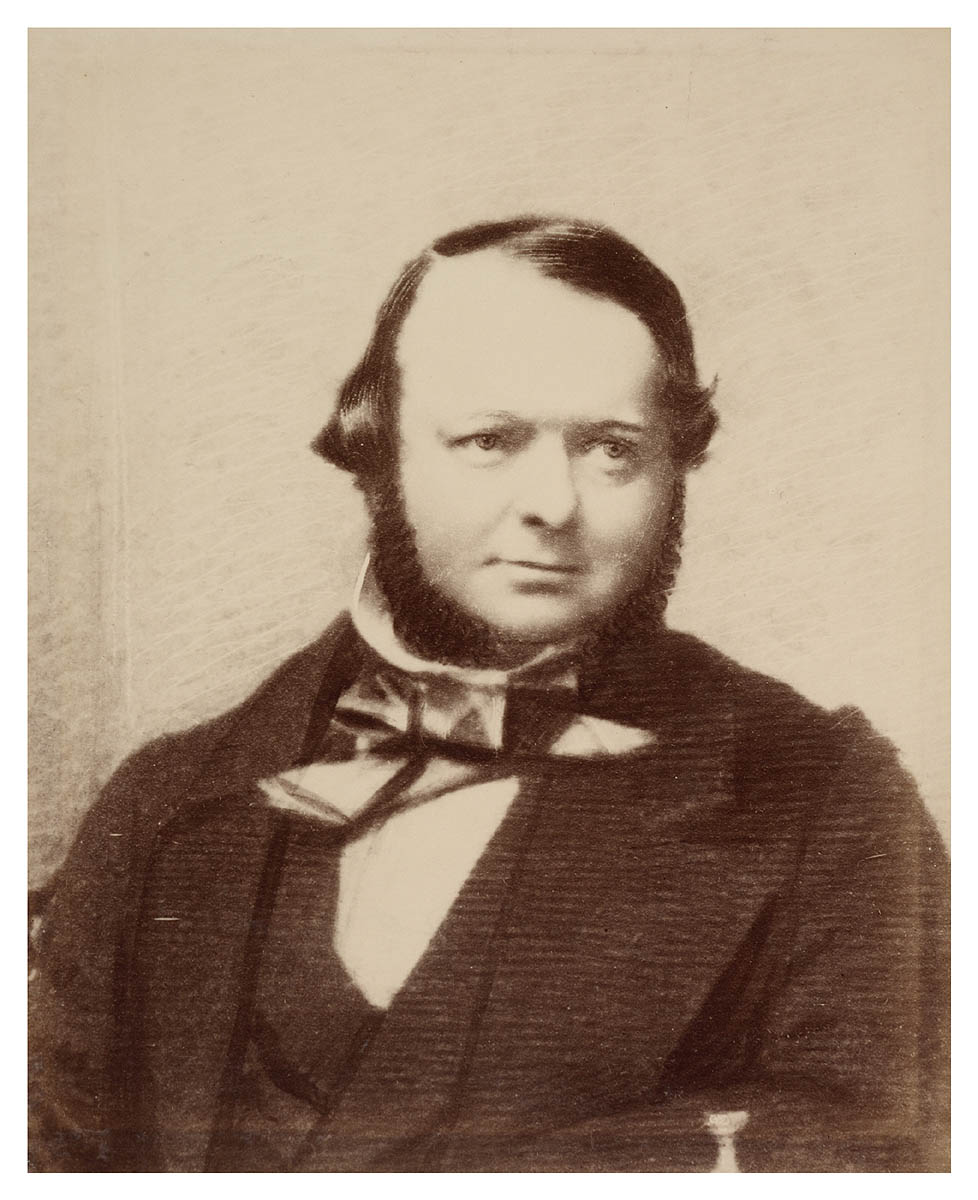
Stuart Donaldson

Sir Stuart Alexander Donaldson, Kt (* 16. Dezember 1812 in Westminster, London; † 11. Januar 1867 in Carleton Hall, Penrith, Cumberland, England) war ein australischer Politiker, der zwischen 1848 und 1853 und erneut von 1855 bis 1859 Mitglied im Parlament von New South Wales sowie 1856 erster Premier von New South Wales war.

## Leben

### Unternehmer und Mitglied des Parlaments von New South Wales
Stuart Alexander Donaldson, Sohn des Kaufmanns Stuart Alexander Donaldson und dessen Ehefrau Betsy Cundall, wurde durch Hauslehrer unterrichtet und trat 1827 mit fünfzehn Jahren in den väterlichen Betrieb ein. Nach einer kaufmännischen Ausbildung von 1831 bis 1834 in Mexiko trat er nach seiner Ankunft in Sydney in die Firma seines Vaters ein, die am 5. Mai 1835 mit den Firmen von Alexander Riley und Richard Jones (1786–1852) verbunden wurde. 1837 wurde er zunächst Partner sowie nach dem Ruhestand von Jones 1838 Manager von Richard Jones & Company und zugleich 1839 Makler für Lloyds of London. Daneben wurde er 1838 als Justice of the Peace zum Friedensrichter berufen und war 1838 auch Gründungsmitglied des Australian Club, deren Schatzmeister, Trustee und Vizepräsident er später war. Zugleich begann er 1840 als Pastoralist in Tenterfield und Clifton im New England District eine Viehzucht mit 34.000 Schafen auf 250.000 Acres. Nachdem er 1841 eine geschäftliche Partnerschaft mit William Dawes und befand sich zwischen 1841 und 1844 auf einer Geschäftsreise in London. Anfang der 1840er Jahre erlitt er schwere wirtschaftliche Probleme, hatte aber bis 1851 seine Schulden getilgt und über 30.000 Pfund erwirtschaftet. Er erwarb zu dieser Zeit eine Tweedfabrik in der Nähe von Newcastle und hatte neben Anteilen an vielen Unternehmen umfangreiche pastorale Beteiligungen und war auch Treuhänder der New South Wales Savings Bank.
Am 1. Februar 1848 wurde Donaldson erstmals Mitglied im Parlament von New South Wales und vertrat bis zum 31. Januar 1853 Durham County als Mitglied des Legislativrates (New South Wales Legislative Council). Er war zudem zwischen 1851 und 1856 Mitglied des Senats der 1850 gegründeten Universität Sydney. Nachdem er zwischen 1853 und 1854 eine erneute Reise nach England unternommen hatte, wurde er 1855 Honorar-Generalkonsul des Königreichs Sardinien sowie 1856 Gründungsmitglied des Union Club. Außerdem wurde er am 1. Februar 1855 erneut Mitglied des Legislativrates, dem er als Vertreter für Sydney Hamlets bis zum 29. Februar 1856 angehörte. Daraufhin wurde er am 11. März 1856 erstmals Mitglied der Legislativversammlung (New South Wales Legislative Assembly) und vertrat dort anfangs bis zum 3. Oktober 1856 den Wahlkreis Sydney Hamlets sowie im Anschluss vom 4. November 1856 bis zum 11. April 1859 den Wahlkreis Cumberland (South Riding).

### Erster Premier von New South Wales, Rückkehr nach England sowie erfolglose Unterhauskandidaturen

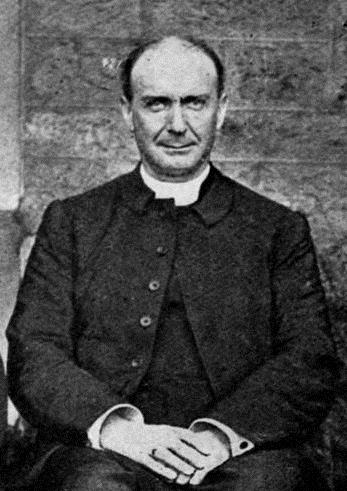
Donaldsons jüngster Sohn St Clair Donaldson (1863–1935) war Geistlicher der Anglican Church und unter anderem zwischen 1921 und seinem Tode 1935 Bischof von Salisbury der Church of England.

Am 6. Juni 1856 wurde Stuart Donaldson erster Premier von New South Wales. Er bekleidete dieses Amt knapp drei Monate bis zum 25. August 1856 und wurde daraufhin von dem Liberalen Charles Cowper abgelöst. In seinem Kabinett übernahm er zudem vom 6. Juni bis zum 25. August 1856 das Amt des Kolonialsekretärs (Colonial Secretary). Im Kabinett von Premier Henry Parker bekleidete er vom 3. Oktober 1856 bis zum 7. September 1857 das Amt des Schatzministers (Colonial Treasurer) und war zudem 1857 zeitweise Eisenbahnkommissar.
Im Juni 1859 kehrte er nach England zurück, woraufhin seine Schwäger die Verwaltung der pastoralen Beteiligungen übernahm. Er engagierte sich neben Sir William Westbrooke Burton, Sir Charles Nicholson, Sir George Macleay und William Charles Wentworth in der General Association for the Australian Colonies und wurde 1860 deren Vorsitzender. 1860 kandidierte er ohne Erfolg für die Wahlkreise Dartmouth und Barnstaple für ein Mandat im britischen Unterhaus, dem House of Commons. Für seine langjährigen Verdienste wurde er am 23. August 1860 zum Knight Bachelor (Kt) geschlagen, so dass er fortan den Namenszusatz „Sir“ führte. Er unternahm 1861 sowie 1864 noch einmal Reisen nach Australien.
Sir Stuart Donaldson, der Angehöriger der Church of England war, heiratete am 21. Februar 1854 Amelia Cowper. Aus dieser Ehe gingen vier Söhne und eine Tochter hervor. Der älteste Sohn Stuart Alexander Donaldson (1854–1915) war von 1904 bis 1915 „Master“ des Magdalene College sowie zwischen 1912 und 1913 auch Vizekanzler der University of Cambridge. Der zweitälteste Sohn Sir Hay Frederick Donaldson (1856–1916) war Maschinenbauingenieur, Brigadegeneral der British Army sowie zwischen 1913 und 1914 Präsident der Institution of Mechanical Engineers (IME). Der jüngste Sohn St Clair Donaldson (1863–1935) war Geistlicher der Anglican Church of Australia sowie von 1904 bis 1921 Bischof beziehungsweise Erzbischof von Brisbane sowie danach zwischen 1921 und seinem Tode 1935 Bischof von Salisbury der Church of England.

## Hintergrundliteratur
- David Clune, Ken Turner (Hrsg.): The Premiers of New South Wales. Volume 1: 1856–1901, The Federation Press, Sydney 2006